# Coel Hen

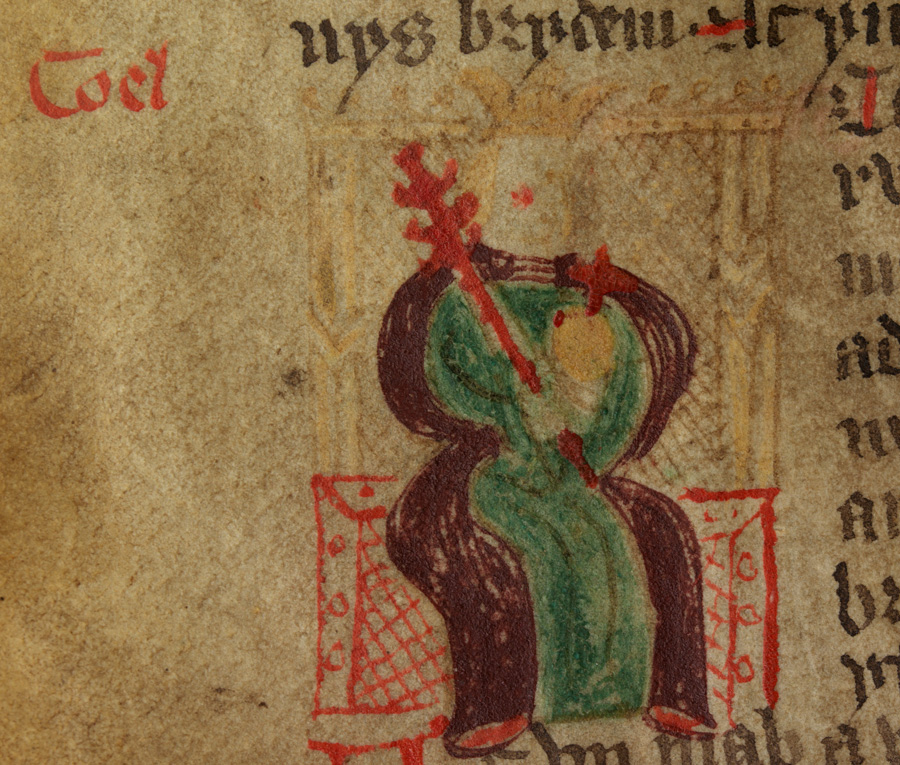
Coel Hen

Coel Hen (in gallese: Coel il Vecchio) è una figura di spicco nella letteratura e nelle leggende gallesi sin dal Medioevo. La prima tradizione gallese lo identifica come un condottiero del IV secolo nella Britannia romana o subromana e progenitore di diverse linee reali nell'Yr Hen Ogledd (il Vecchio Nord), una regione di lingua brittonica in quella che oggi è l'Inghilterra settentrionale e la Scozia meridionale. 

## Biografia
Forse portava il nome latino di Coellius e fu probabilmente l'ultimo dux Britanniarum, ossia il comandante militare romano incaricato della difesa dei confini settentrionali, stanziato appunto a Eburacum. Divenuto indipendente al momento della partenza delle legioni, mantenne probabilmente la sua autorità sulla regione.
Le fonti citano una serie di suoi antenati, tra cui compaiono sia nomi celtici, sia nomi latini, permettendo di confermare la sua ascendenza britanno-romana.
I suoi domini furono progressivamente suddivisi tra i suoi discendenti che regnarono sui vari stati formatisi nella regione, seguendo la legge tradizionale celtica, per cui l'eredità delle terre paterne veniva suddivisa in parti uguali tra i figli. Tuttavia tali regni potrebbero essersi formati indipendentemente in seguito a lotte e divisioni che avrebbero portato alla dissoluzione del vasto dominio originario,  e i capostipiti delle dinastie reali potrebbero essere stati collegati genealogicamente a questa figura dalla tradizione successiva. L'insieme dei regni settentrionali, sia quelli compresi nei suoi domini, sia altri, è conosciuto nelle successive fonti gallesi anche con il nome di Y Gogledd Hen ("il Vecchio Nord").
Molti i regni che si formarono dallo smembramento del suo reame, tra cui (le date indicano approssimativamente la loro caduta):
- Ebrauc (581, con capitale Eburacum, odierna York)
- Bryneich (606, più tardi divenne il regno anglo di Bernicia)
- Rheged (in seguito diviso in settentrionale e meridionale)
- Elmet (intorno all'odierna Leeds)
- Caer Gwendoleu (573)
- Dunotting
- Peak
- Meicen (c.626), un piccolo regno che sarebbe sorto nell'area attorno a Doncaster, nell'odierno Yorkshire. Fu annesso alla Northumbria durante il regno di Edwin.
- Gododdin (638)
- Manau Gododdin (c.640)
- Strathclyde (c.900)

Tra i suoi figli, avuti dalla moglie Ystrafael do Gadeon, si ricordano Garbanion, che fu re di Bernicia, e Ceneu, capostipite del ramo della famiglia che regnò in seguito su Ebrauc e santo.
Una sua figlia (Gwalwl) aveva inoltre sposato Cunedda, che fu il fondatore del regno di Gwynedd, nel Galles.
Una leggenda locale collocava la sede del suo regno nella zona del distretto di "Kyle" (Ayrshire), a cui avrebbe dato il nome e nelle storie altomedioevali viene spesso confuso con altri re precedenti, pure di nome Coel.

## Il re Coel di Colchester e l'imperatore Costantino
La città di Colchester aveva preso il nome dal fiume Colne, come Coln-chester, ma per una comune evoluzione della lingua, il toponimo si trasformò intorno al X secolo nel nome attuale di Col-chester. Una nuova etimologia popolare legò quindi il nuovo nome al re Coel Hen e la sua figura a quella di un re locale, a cui venne attribuito il nome di "Coel Godhebog" ("Coel il Magnifico"). Secondo un'altra ipotesi, il nome della città deriva dal latino "Colonia", essendo stata una delle poche colonie romane in Britannia (analogamente a Lincoln, che deriva il suo nome da "Colonia Lindensium").
Un'altra ipotesi lega il re Coel alla divinità celtica di "Camulus", dio della guerra, da cui avrebbe preso il nome la città romana di Camulodunum (oggi Colchester).
Il re Coel di Colchester, se realmente esistito, era stato probabilmente un dux, vissuto a  Camulodunum, nel III secolo d.C., e secondo il racconto leggendario sarebbe stato padre di sant'Elena, santa protettrice della città, principessa cristiana andata in sposa all'imperatore romano Costanzo Cloro, di cui storicamente fu invece una convivente, e madre di Costantino,
La leggenda è narrata anche nella Historia Regum Britanniae di Goffredo di Monmouth, secondo cui Coel avrebbe preso il potere ribellandosi al precedente re Asclepiodoto, il quale aveva accettato che venisse messa in atto la persecuzione contro i Cristiani voluta da Diocleziano. Dopo essere divenuto re si sottomise a Roma, che secondo il racconto aveva inviato come ambasciatore in Britannia Costanzo Cloro. Solo un anno dopo il re Coel morì e Costanzo Cloro ne prese in moglie la figlia e fu incoronato come suo successore. Nelle cronache e nei poemi gallesi il nome del re Coel viene riportato come "Coel Hen Godhebog", fondendo evidentemente in una sola le due differenti figure.
Un altro Coel (Coel ap Mor) è un personaggio semileggendario, vissuto forse nel II secolo.

## Filastrocca di "Old King Cole"

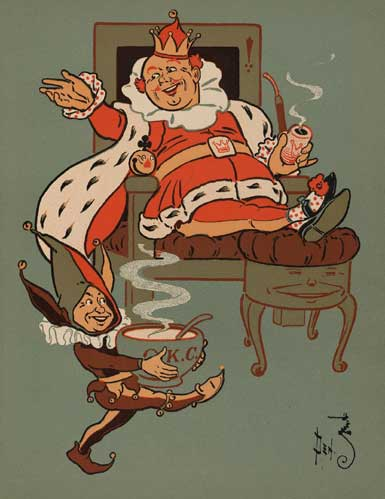
Old King Cole 2 - illustrazione di William Wallace Denslow (1902)

Una filastrocca per bambini inglese ha come protagonista "Old King Cole" ("il vecchio re Cole"), che dovrebbe aver preso spunto dal re Coel Hen ("Coel il Vecchio"). Il testo è questo:

Old King Cole was a merry old soul
     And a merry old soul was he;
He called for his pipe, and he called for his bowl
     And he called for his fiddlers three.
Every fiddler he had a fiddle,
     And a very fine fiddle had he;
Oh there's none so rare, as can compare
     With King Cole and his fiddlers three.
(Traduzione: Il vecchio re Cole era un vecchio uomo allegro. E un allegro uomo vecchio era lui. Chiese la sua pipa e chiese la sua coppa. E chiese i suoi tre violinisti. Ogni violinista aveva un violino. E un violino molto pregiato aveva. Oh non c'è niente di così eccezionale, che tu possa mettere a confronto con il vecchio re Cole e i suoi tre violinisti.)
La filastrocca fu inclusa dal gruppo musicale dei Genesis nella loro canzone The Musical Box, contenuta nell'album del 1971 intitolato Nursery Cryme.